# Between Us and the Light
Between Us and the Light – drugi po The Time album tria Leszek Możdżer - Lars Danielsson - Zohar Fresco. Został wydany w  17 listopada 2006 roku nakładem wydawnictwa Outside Music. Tytuł albumu nawiązuje do wiersza Zbigniewa Herberta „Struna”, do słów „zaprawdę zaprawdę powiadam wam wielka jest przepaść między nami a światłem”.
Album dotarł do 7. miejsca polskiej listy przebojów – OLiS i uzyskał certyfikat dwukrotnie platynowej płyty.

## Lista utworów
1. „Requiem 18/09” – 5:58
2. „Light Up the Lie” – 3:47
3. „Ex Ego” – 5:31
4. „The O” – 2:08
5. „Adama” – 6:02
6. „Abraham's Bells” – 5:24
7. „Fake Master's Hypnosis” – 5:45
8. „Psalmem” – 4:34
9. „Eden” – 6:41
10. „Pub 700 (Between Us and the Light)” – 4:47
11. „Abraham's Bells II” – 7:07

## Twórcy
- Leszek Możdżer - fortepian, instrumenty klawiszowe
- Lars Danielsson - wiolonczela, kontrabas
- Zohar Fresco - instrumenty perkusyjne, śpiew